# Heracleum tenuevittatum
Heracleum tenuevittatum är en flockblommig växtart som beskrevs av Dalla Torre och Ludwig von Sarnthein. Heracleum tenuevittatum ingår i släktet lokor, och familjen flockblommiga växter. Inga underarter finns listade i Catalogue of Life.